# Lieren
Lieren is een dorp in de Nederlandse provincie Gelderland. Het ligt dicht bij Beekbergen en valt onder de gemeente Apeldoorn. Lieren heeft 1.335 inwoners.

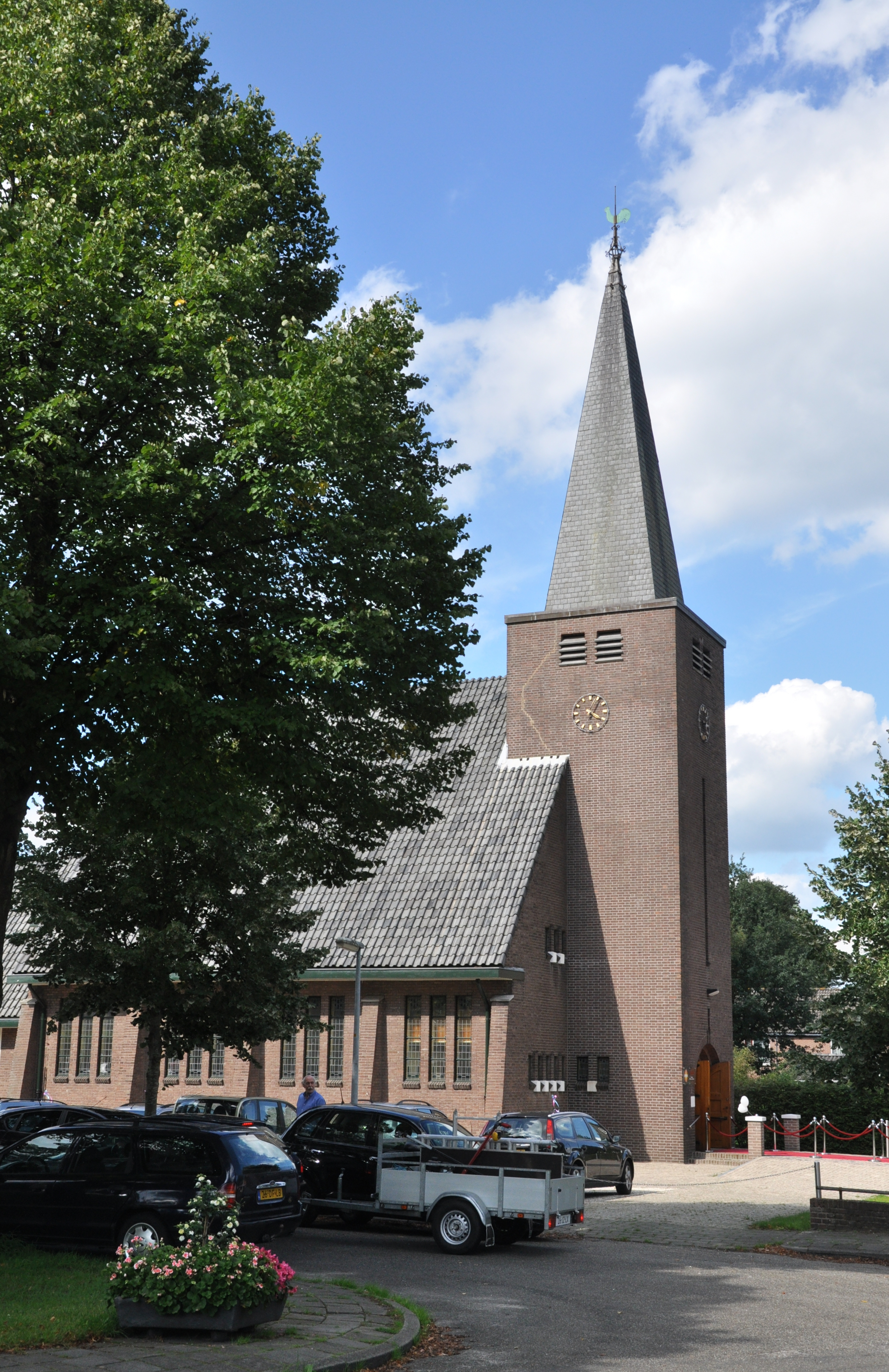
Protestantse kerk te Lieren

In Lieren staan twee kerken, een van de Oud Gereformeerde Gemeenten in Nederland en een van de Protestantse Kerk in Nederland (voor 2004 van de Gereformeerde Kerk).
De Prinses Julianaschool, de christelijke school in Lieren, is opgericht op 2 mei 1871. In 1978 kreeg zij een nieuw gebouw. In 1996 sloot de school zich aan bij de Apeldoornse koepel van protestants-christelijke scholen. Er gaan ongeveer 80 kinderen naar deze school, buitenschoolse opvang niet meegerekend.